# Billet de 25 francs bleu
Pour les articles homonymes, voir 25 francs.
Recto
Verso
Le 25 francs bleu est un billet de banque français créé le 16 août 1870, émis à partir du 11 septembre 1870 jusqu'au 14 janvier 1873 par la Banque de France. C'est l'unique exemple de billet de vingt-cinq francs.

## Historique
En juillet 1870 la France entre en guerre avec la Prusse. Dès le 12 août, la foule se présente aux caisses des banques et le Gouvernement doit décréter le cours forcé. Le plafond d’émission est relevé le 14 août à 2,4 milliards de francs. C’est dans ce contexte de crise qu’est créé le billet de 25 Francs dont on fabrique une infime partie à Paris sous la menace imminente d’un blocus par les armées ennemies. Cette décision est fortement critiquée du fait que la somme est jugée peu pratique et qu'il existe des pièces de vingt francs.
Le 14 septembre 1870 il est décidé de créer un atelier de fabrication en province, à Clermont-Ferrand, afin d’approvisionner les succursales en billets. D'autre part, les monnaies métalliques sont thésaurisées par le public ; pour pallier le manque de numéraire les Chambres de Commerce et d’Industrie, les municipalités et diverses sociétés émettent des billets de nécessité de faible valeur faciale. Devant le risque de remise en cause de son privilège d’émission la Banque de France est autorisée à émettre des billets de 5 francs Zodiaque.
Les ateliers de Clermont-Ferrand ont également produit en même temps des billets de 50 francs.
Le décret du 12 décembre 1870 finira par autoriser le remplacement progressif de ce billet par celui de vingt francs.
Il a été privé définitivement de cours légal le 2 janvier 1923.

## Description
Ce billet est identique au type 20 francs bleu émis peu après.
Le type a été créé d'après le dessin de Camille Chazal et gravé par Charles Maurand, d'après un projet refusé en 1863 pour un billet de 50 francs.

## Remarques
La vignette fut imprimée en bleu quand on trouva le moyen de fabriquer de l'encre de cette couleur sans passer par le fournisseur allemand habituel : néanmoins, la teinte fut d'un bleu beaucoup plus foncé et qui tend vers le noir, ce qui rendit cette coupure très facilement imitable, l'une des raisons pour lesquelles la fabrication de ce billet fut suspendue.